# Abdi İpekçi
Abdi İpekçi (* 9. November 1929 in Istanbul; † 2. Februar 1979 ebenda) war ein türkischer Journalist und Chefredakteur der Zeitung Milliyet. Er galt als einer der bedeutendsten Journalisten der türkischen Geschichte. Am 1. Februar 1979 wurde er ermordet.

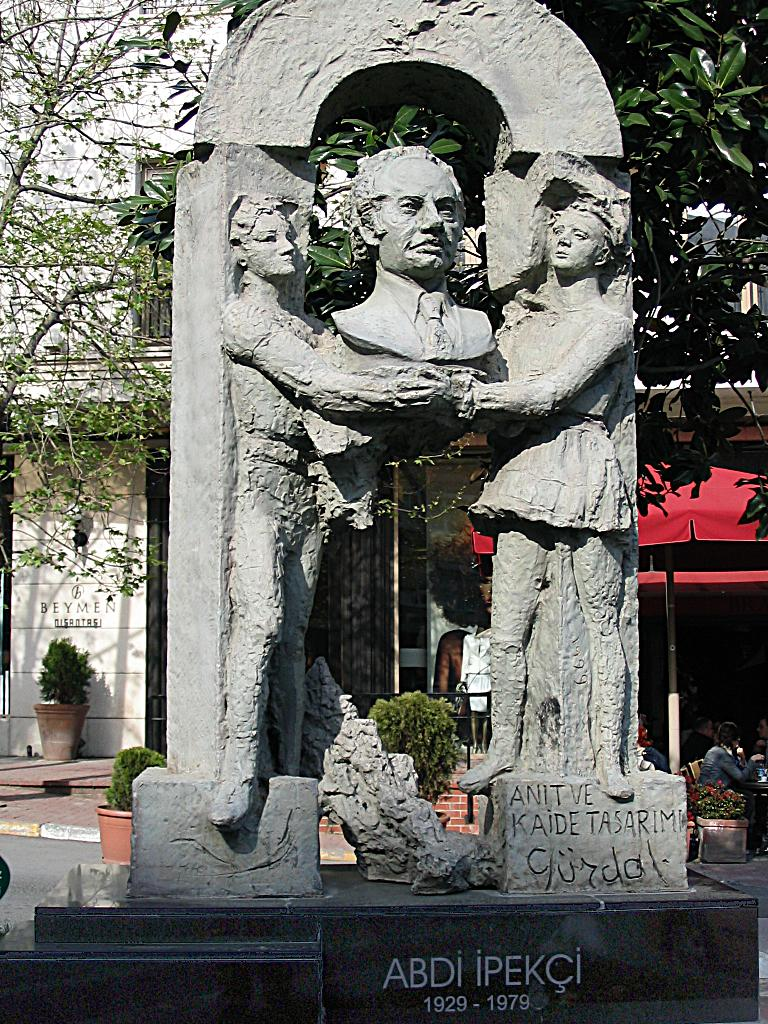
Denkmal auf der „Abdi İpekçi Straße“, Istanbul, in der Nähe des Attentatortes

## Leben und Ausbildung
İpekçi besuchte das Galatasaray-Gymnasium und begann 1948 an Universität Istanbul ein Jurastudium, das er jedoch bald abbrach.
Bereits im Alter von 14 Jahren hatte er angefangen, Artikel und Karikaturen für die Sportzeitschriften Kırmızı-Beyaz („Rot-Weiß“) und Şut („Torschuss“) zu veröffentlichen. 1948 wurde er Redakteur und Sportreporter bei der Tageszeitung Yeni Sabah. 1950 ging er zur Tageszeitung Yeni İstanbul, im Jahr darauf als Ressortleiter zur İstanbul Ekspres. 1954 holte ihn der Herausgeber Ali Naci Karacan als Chef vom Dienst zur kurz zuvor wiedergegründeten Milliyet. Fünf Jahre später wurde İpekçi Chefredakteur und blieb dies bis zu seinem Tode. 
Unter seiner Ägide erwarb sich die Milliyet mit ihrer ausgewogenen Berichterstattung und ihren zahlreichen namhaften Autoren einen herausragenden Ruf politisch mitte-links stehende Qualitätszeitung. İpekçi gewann Autoren wie Çetin Altan fürs Blatt und förderte Talente wie Mehmet Ali Birand oder İsmail Cem. 
Zugleich war İpekçi schriftstellerisch tätig und schrieb mehrere Bücher. Von 1961 bis 1970 moderierte er politische Diskussionen im türkischen Rundfunk. Seit 1968 war er Gastdozent an der journalistischen Fakultät der Istanbuler Universität.
İpekçi warb in seinen Artikeln für Demokratie und die Menschenrechte. Besonders trat er für die Aussöhnung von Griechen und Türken ein. Der letzte große Konflikt zwischen den beiden Ländern, der Zypernkonflikt, war gerade vier Jahre her, als İpekçi 1978 auf einem Kongress des Internationalen Presseinstituts erstmals ein Treffen zwischen griechischen und türkischen Journalisten ermöglichte und erreichte, dass jeweilige Journalistendelegationen sich mit den damals amtierenden Regierungschefs beider Länder treffen konnten.
Am 1. Februar 1979 wurde Abdi İpekçi vor seinem Haus in seinem Wagen niedergeschossen und starb am folgenden Tag an den Folgen des Attentats. Der Täter Mehmet Ali Ağca, der spätere Papst-Attentäter und Mitglied der rechtsextremistischen Grauen Wölfe, konnte zwar gefasst und verurteilt werden, jedoch gelang ihm sechs Monate später die Flucht aus einem Militärgefängnis. Abdi İpekçi hinterließ seine Ehefrau und zwei Kinder.
Auf eine griechische Initiative hin wurde kurz nach İpekçis Tod der Abdi-İpekçi-Preis initiiert, der Personen und Nichtregierungsorganisationen ehrt, die sich für den Frieden und die Völkerverständigung zwischen der Türkei und Griechenland einsetzten.
Viele Straßen und Gebäude tragen inzwischen den Namen des Journalisten. So fand der Eurovision Song Contest 2004 in Istanbul in der mittlerweile abgerissenen Abdi İpekçi Arena statt.

## Weitere Ämter
- 1959: Vorsitzender der türkischen Journalistengewerkschaft
- 1960: Sekretär des türkischen Presserats
- 1964: Mitglied des Verwaltungsausschuß des Internationalen Presseinstituts
- 1971: Vizepräsident des Internationalen Presseinstituts
- 1972: Vorsitzender des türkischen Presseinstituts